# Вулиця Данила Нечая (Київ)
Вулиця Дани́ла Неча́я — зникла вулиця, що існувала в Московському, нині Голосіївському районі міста Києва, місцевість Деміївка. Пролягала від проспекту Сорокаріччя Жовтня (нині — Голосіївський проспект) до Голосіївської вулиці.
Прилучалися вулиці Якова Батюка, Чайковського, провулок Якова Батюка, Шевська вулиця.

## Історія
Вулиця виникла наприкінці XIX століття під назвою Вознесенська. Назву Нечаївська вулиця набула 1955 року, згодом (не пізніше 1957 року) — Данила Нечая (на честь українського військового діяча XVII століття).
Ліквідована разом із навколишньою малоповерховою забудовою 1981 року.